# Saint-Gein
Saint-Gein település Franciaországban, Landes megyében. Lakosainak száma 418 fő (2022. január 1.). Saint-Gein Castandet, Hontanx, Perquie és Pujo-le-Plan községekkel határos.

## Népesség
A település népessége az elmúlt években az alábbi módon változott:
| Lakosok száma | 370  | 429  | 426  | 434  | 437  | 431  | 433  | 431  | 428  | 418  |
|               | 1968 | 1982 | 1990 | 2006 | 2013 | 2015 | 2017 | 2019 | 2020 | 2022 |